# تولید تیتانیوم

## مقدمه
فلز تیتانیوم0.63 درصد از پوسته زمین را شکل می دهد و فراوانی زیادی ندارد.  رسوبات این عنصر که به سادگی با عمیات معدنی بدست می‌آیند در سرتاسر جهان وجود دارند. سنگ معدن‌های اصلی این فلز عبارتند از: «روتیل» (Rutile) با فرمول شمیایی (TiO2) و «ایلمنایت» (ilmenite)با فرمول (FeTiO3). همچنین ایلمنایت مگنتیت در اکراین و ایلمنایت هماتیت در کانادا نیز به صورت رسوبات سخت وجود دارند.
باوجود کمیاب بودن دی‌اکسید تیتانیوم (روتیل) و گران‌تر بودن این سنگ معدن، بیشترمورد استفاده قرار می گیرد زیرا فاقد ترکیبات آهن و فرآوری آن آسان تر می باشد. در برخی از موارد، با فرآوری ایلمنایت و حذف آهن، می‌توان به روتیل مصنوعی دست یافت. اصلی‌ترین فرایندهایی که موجب تولید تیتانیوم می‌شوند عبارتند از: هانتر، کرال، آرمسترانگ و کمبریج

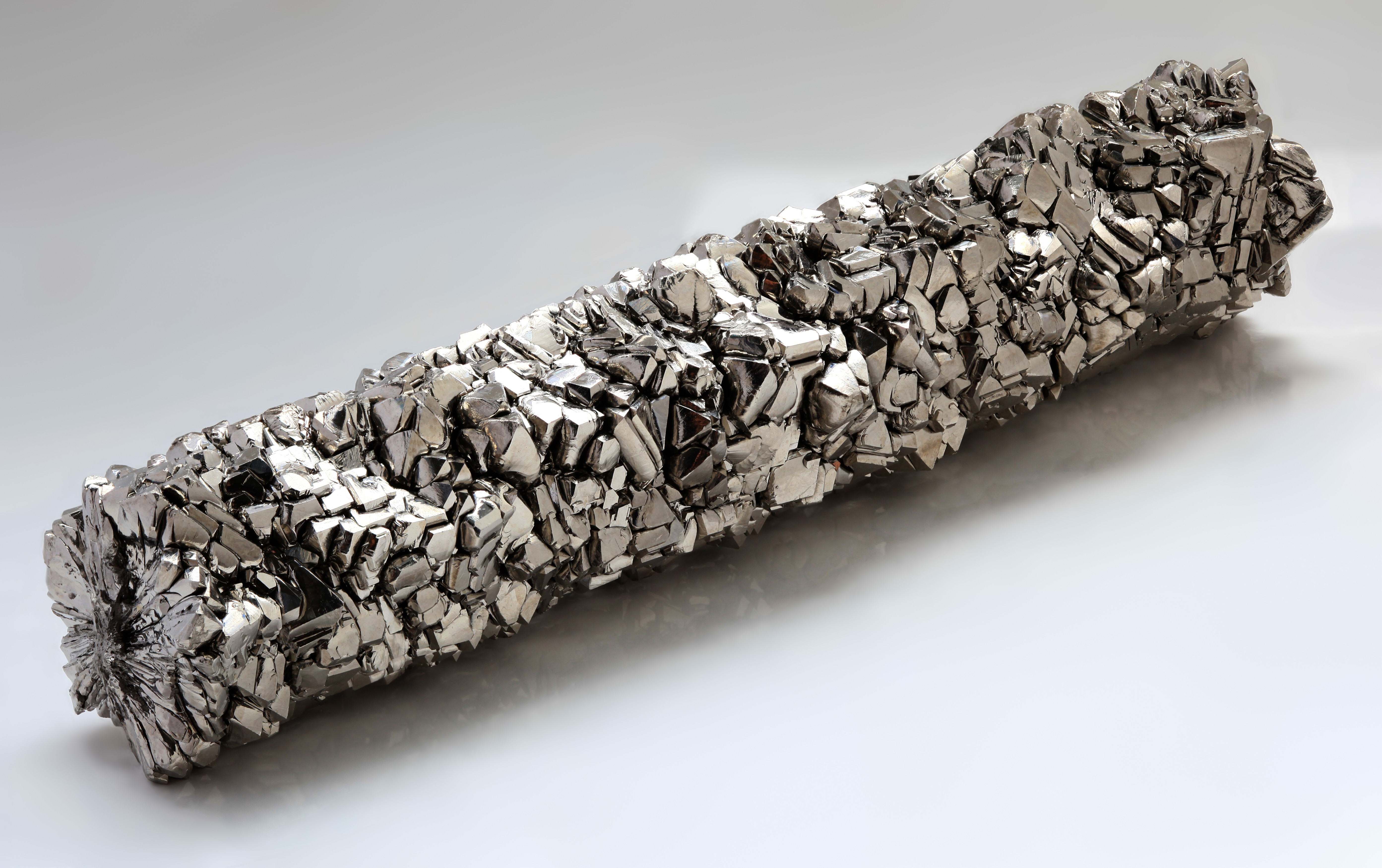
Titan-crystal bar

## فرایند هانتر
«فرایند هانتر» (Hunter Process) در سال 1910 توسط شیمیدان نیوزلندی و در آمریکا معرفی شد. این فرایند که به شکل «فرایندهای ناپیوسته» (Batch Processes) انجام می‌شد شامل کاهش «تیتانیوم تترا کلرید» (TiCl4)  به کمک سدیم بود. این واکنش در داخل «راکتور ناپیوسته» (Batch Reactor) و محیط خنثی تحت دمای 1000 درجه سانتی‌گراد صورت می‌گرفت که بعد از آن از هیدروکلریک اسید برای شستشوی نمک از محصول نهایی مورد استفاده قرار می گرفت. واکنش کلی آن به صورت زیر است:
TiCl4+4Na→4NaCl+Ti
قبل از فرایند هانتر، تمامی تلاش‌ها منجر به تولید تیتانیوم با درصد خلوص بسیار پایین شده بود. این روش بعدها با روش دیگری تحت عنوان فرایند کرال جایگزین شد.

## فرایند kroll
بیشترین میزان تولید تیتانوم حاصل از این فرایند است. فرایند kroll برای فلزت دیگری مانند zr هم مورد استفاده قرار می گیرد. این فرایند شامل چهار مرحله زیر می باشد:

#### 1.کلریناسیون سنگ معدن به تیتانیوم (IV) کلرید
دی‌اکسید تیتانیوم به لحاظ حرارتی بسیار پایدار و در برابر واکنش‌های شیمیایی) بسیار مقاوم است. دی‌اکسید تیتانیوم را نمی‌توان با استفاده از کربن، مونو اکسید کربن یا هیدروژن کاهش داد. همچنین کاهش آن بوسیله عناصر با الکتروپوزیتیوی بیشتر (الکترونگاتیوی کم‌تر) نیز به طور کامل صورت نمی‌گیرد. اگر بتوان آن را به صورت تیتانیوم (IV) کلرید تبدیل کرد در نهایت می‌توان به تیتانیم دست پیدا کرد چراکه کلرید به راحتی کاهش می‌یابد.
سنگ معدن خشک را به همراه کُک در داخل یک کلرزن (کلیناتور) قرار می‌دهند. همزمان با گرم کردن این مواد، کربن می سوزد وگرمای واکنش  سبب می‌شود تا این فرایند در دمای 1027 درجه سانتیگراد ادامه پیدا کند:
TiO2(s)+2Cl2(g)+C(s)→TiCl4(g)+CO2(g)

#### 2.خالص‌سازی تیتانیوم (IV) کلرید
تیتانیوم (IV) کلرید خام با استفاده از فرایند تقطیر، خالص‌سازی می‌شود. البته قبل از آن باید با «هیدروژن سولفید» H2S یا روغن‌های معدنی آن را آماده کرد. این آماده‌سازی به این دلیل صورت می‌گیرد تا «وانادیم اکسی کلراید» (VOCl3) که نقطه جوشی برابر با تیتانیوم (IV) کلرید دارد از آن حذف شود. محصول نهایی شامل تیتانیوم (IV) کلرید با خلوص 99/9 درصد است که از آن می‌توان در تولید تیتانیوم یا رنگ‌های مات استفاده کرد.
تانکرهایی که برای نگهداری این مواد استفاده می‌شود باید خشک و عاری از هرگونه رطوبت باشند چراکه این مواد در حضور آب و تحت یک هیدرولیز سریع رسوبات سفید هیدروژن کلرید از خود بجای می‌گذارند:
TiCl4(l)+2H2O(l)→TiO2(S)+4HCl(g)

#### 3. کاهش تیتانیوم (IV) کلرید به اسفنج تیتانیوم
تیتانیوم (IV) کلرید مایعی فرار است. این مایع را گرم می‌کنند تا بخار آن را از یک رآکتور از جنس فولاد ضدزنگ عبور دهند. این رآکتور شامل منیزیمی است که تا 526 درجه سانتی‌گراد و در محیط آرگون گرم شده است. در واکنش های پیرومتالوژی که استخراج فلزات در دمای بالا صورت می گیرد، یک عامل احیا کننده وجود دارد، در اینجا منیزیم به عنوان عامل احیا کننده حضور دارد. گذر تیتانیوم (IV) کلرید از رآکتور و واکنش آن گرمازا است و دما را تا 826 درجه سانتی‌گراد بالا می‌برد. بر اثر این واکنش‌ها، کلریدهای تیتانیوم (II) و تیتانیوم (III) تولید می‌شوند. کلریدهای تولیدی در حین واکنش، سرعت پایین دارند و به جهت سرعت بخشیدن به واکنش، دما را تا بیش از 1000 درجه سانتی‌گراد بالا می‌برند. با این وجود باز هم انجام این واکنش زمان‌بر خواهد بود:
TiCl4(g)+2Mg(l)→Ti(s)+2MgCl2(s)
پس از گذشت 36-50 ساعت، رآکتور را از کوره خارج  می‌کنند و به مدت ۴ روز زمان می‌دهند تا سرد شود. منیزیمی که در واکنش شرکت نکرده است را به همراه مخلوط کلرید و تیتانیوم خرد می‌کنند و به منظور حذف منیزیم کلرید، آنها را با هیدروکلریک اسید رقیق شستشو می‌دهند. در روشی دیگر که معمولاً در ژاپن انجام می‌شود، حذف منیزیمِ واکنش نداده از تیتانیوم به کمک تقطیر خلا و با دمای بالا انجام می‌شود.
با الکترولیز منیزیم کلرید، از منیزیم تولیدی دوباره در فرایند کاهش استفاده می‌کنند و کلر تولیدی را نیز در بخش کلر زنی بکار می‌گیرند. خالص‌سازی تیتانیوم به کمک تقطیر در دمای بالا انجام می‌شود. فلز تولید شده به شکل دانه‌های ریزی است که به آن اسفنج تیتانیوم می‌گویند. این گرده‌های تیتانیومی را می‌توان جداگانه به فروش رساند یا با فرآوری آن‌ها به محصولات مختلف تیتانیومی دست یافت. در برخی موارد از آن به عنوان رنگ دانه رنگ سفید استفاده می شود.

#### 4.فرآوری اسفنج تیتانیوم
اسفنج تیتانیوم به سادگی در دمای بالا با نیتروژن و اکسیژن واکنش می‌دهد. در نتیجه برای فرآوری آن باید از محیط‌های خلأ یا محیطی خنثی مانند آرگون کمک گرفت. در این مرحله، ممکن است مواد بازیافتی این فلز یا فلزات دیگر را بمنظور تولید آلیاژهای تیتانیوم به فرایند اضافه کنند. یک روش معمول برای این کار، فشرده کردن مواد در بلوک‌های بزرگ است که در نهایت به الکترود در «کوره‌های قوس الکتریکی» (Electric Arc Melting Crucible) تبدیل می‌شوند. قوس الکتریکی میان بوته  و الکترود رخ می‌دهد که در نهایت موجب ذوب شدن الکترود در داخل بوته خواهد بود. این مواد مذاب، بعد از سرد شدن به شمش‌هایی تبدیل می‌شوند که می‌توان آن‌ها را برای ایجاد کیفیت بهتر، دوباره ذوب کرد.

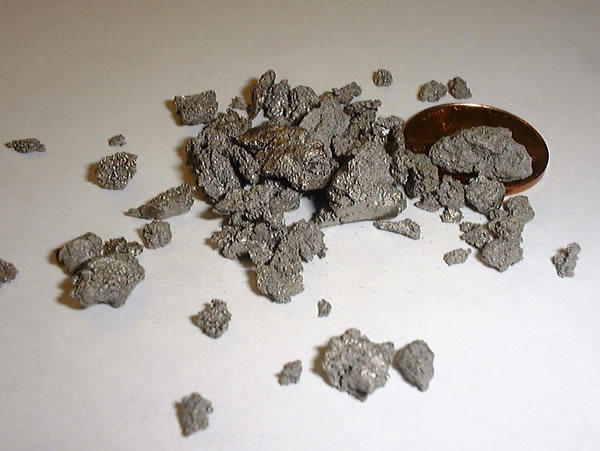
Titanium metal

## فرایند آرمسترانگ
برای تولید تیتانیوم و آلیاژهای آن، می‌توان به جای استفاده از منیزیم، از سدیم استفاده کرد. با وجود اینکه این روش از نظر شیمی، روش جدیدی نیست  اما به تازگی روشی پیوسته به همین منظور توسعه پیدا کرده است که باعث کاهش هزینه‌ها نیز خواهد شد.
تیتانیوم (IV) کلرید به یک جریان مذاب از سدیم وارد می‌شود و کلرید طی یک فرایند ردوکس  به فلز کاهش پیدا می‌کند. از آنجایی که تیتانیوم و سدیم کلرید هر دو جامد هستند، خارج کردن آنها از سدیم مذاب به کمک فیلتراسیون صورت می‌گیرد. پس از این مرحله، جداسازی فلز تیتانیوم از نمک، به سادگی با شستشو توسط آب امکان‌پذیر خواهد بود. سدیم کلرید تولید شده بعد از خشک شدن، ذوب و به کمک الکترولیز به سدیم و کلر تبدیل می‌شود. از سدیم و کلر تولیدی به طور مجدد در «فرایند آرمسترانگ»  بهره می‌گیرند.

## فرایند کمبریج
تحقیقات در دانشگاه کمبریج انگلستان موجب توسعه روشی بر پایه الکترولیت شد که دی‌اکسید تیتانیوم را به طور مستقیم به تیتانیوم تبدیل کند.
دی‌اکسید تیتانیوم (روتیل) را پودر و به گلوله‌هایی تبدیل می‌کنند که نقش کاتدی دارند. این گلوله‌ها را داخل حمام مذابی از کلسیم کلرید قرار می‌دهند. این سلول به کمک یک آند کربنی کامل می‌شود. با اعمال ولتاژ، اکسید تیتانیوم به تیتانیوم کاهش می‌یابد و یون‌های اکسیدشده به طرف آند کربنی حرکت می‌کنند. این عمل موجب تشکیل مونو اکسید و دی‌اکسید کربن خواهد بود. با اعمال ولتاژ بالاتر، مکانیسم متفاوتی رخ می دهد. کلسیم در کاتد رسوب می‌کند و با دی‌اکسید تیتانیوم وارد واکنش می‌شود. فراورده‌های این واکنش، تیتانیوم و یون‌های کلسیم هستند. این فرایند به سبب دمای پایین‌تر واکنش، هزینه و خطرات زیست‌محیطی کمتری دارد. استفاده از این روش موجب کاهش هزینه‌ها و بکارگیری گسترده این فلز با ارزش خواهد بود.